# Setenta y uno
El setenta y uno (71) es el número natural que sigue al setenta y precede al setenta y dos.

## Propiedades matemáticas
- El 71 es el 20.º número primo después de 67 y antes de 73 con el que compone un primo gemelo.
- Un primo permutable con 17.
- Un número primo de Pillai.
- Número primo fuerte.
- El 23 término de la sucesión de Euclides-Mullin.
- Un primo de Eisenstein sin parte imaginaria y parte real de la forma 3 n  - 1.
- La suma de tres primos consecutivos: 19, 23 y 29.

## Ciencias
- El 71 es el número atómico del Lutecio (un lantánido).
- Objeto de Messier M71, es un cúmulo globular en la constelación Sagitta.
- Objeto del Nuevo Catálogo General NGC 71 es una galaxia lenticular localizada en la constelación de Andrómeda.

- Datos: Q586651
- Multimedia: 71 (number) / Q586651